# 호암천
호암천(虎岩川)은 경상북도 경주시 문무대왕면 호암리의 사동마을 골짜기에서 발원하여 남류하다가 경상북도 경주시 문무대왕면 안동리의 대종천으로 흘러드는 강이다.